# 雷蒙当-韦夫尔
雷蒙当-韦夫尔（法語：Rémondans-Vaivre，法語發音：[ʁemɔ̃dɑ̃ vɛvʁ]）是法国杜省的一个市镇，属于蒙贝利亚尔区。该市镇于1976年由原市镇雷蒙当（Rémondans）和韦夫尔（Vaivre）合并而成。

## 地理
雷蒙当-韦夫尔（47°22'31"N, 6°42'48"E）面积9.19 平方千米，位于法国勃艮第-弗朗什-孔泰大區杜省，该省份为法国东部内陆省份，北起上索恩省，西接汝拉省，东部及东南部与瑞士接壤，东北部与贝尔福地区省接壤。
与雷蒙当-韦夫尔接壤的市镇（或旧市镇、城区）包括：埃科、当布兰、古莱当布兰、讷沙泰勒于蒂耶尔、蓬德鲁瓦德-韦尔蒙当、索勒蒙。

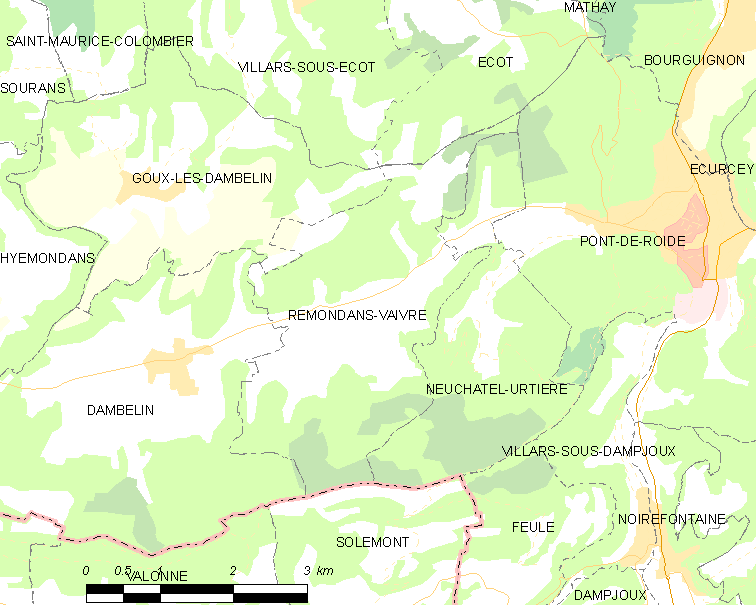
雷蒙当-韦夫尔的OSM定位图

雷蒙当-韦夫尔的时区为UTC+01:00、UTC+02:00（夏令时）。

## 行政
雷蒙当-韦夫尔的邮政编码为25150，INSEE市镇编码为25485。

## 政治
雷蒙当-韦夫尔所属的省级选区为瓦朗蒂涅县。

## 人口

1962-2008年间雷蒙当-韦夫尔人口变化图示

雷蒙当-韦夫尔于2022年1月1日时的人口数量为206人。